# Troisième guerre anglo-afghane
Pour les articles homonymes, voir Guerres anglo-afghanes.
La troisième guerre anglo-afghane opposa le Royaume-Uni à l'Afghanistan entre le 6 mai et le 8 août 1919. À la suite de ce conflit, l'Afghanistan récupère son indépendance en reprenant le contrôle de sa politique étrangère avec le traité de Rawalpindi, domaine qu'il avait perdu à l'issue de la deuxième guerre anglo-afghane (1878-1880).
Rétrospectivement, ce conflit est perçu par les historiens comme l'un des prémices de la vague de décolonisation qui déferlera sur le monde, surtout à partir de la fin de la Seconde Guerre mondiale.

## Déroulement du conflit

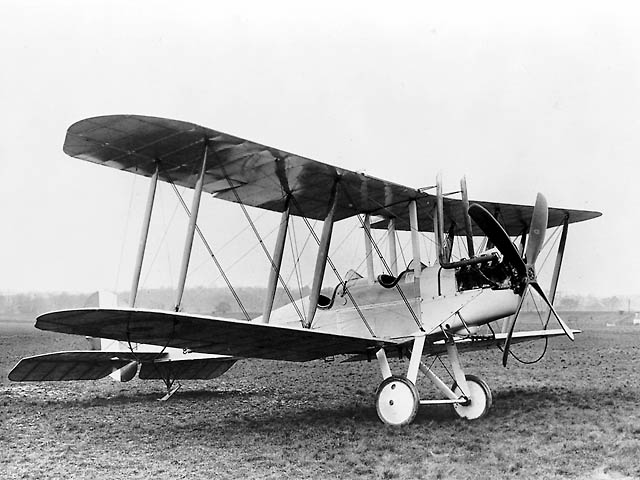
Un Royal Aircraft Factory B.E.2, un des types d'avion de la Royal Air Force utilisé lors du conflit.

Le conflit commence le 3 mai 1919, lorsque les troupes afghanes franchirent la frontière indo-britannique à l'extrémité ouest de la passe de Khyber et s'emparèrent du village de Bagh. Ce dernier était stratégiquement important pour les Britanniques et les Indiens, fournissant de l'eau à Landi Kotal, garnison qui était occupée par seulement deux compagnies de troupes coloniales indiennes. Bien que d'abord considérée comme une violation mineure de la frontière, cette attaque faisait en réalité partie d'un large plan d'invasion élaboré par les Afghans. Elle avait été lancée plus tôt que prévu, Amanullah ayant eu l'intention de provoquer un soulèvement de la population à Peshawar le 8 mai. L'incident alerta Sir George Roos-Keppel (en), qui avait pris conscience du plan et réussit à convaincre le vice-roi Lord Chelmsford de la nécessité de répondre à l'occupation afghane de Bagh et aux troubles à Peshawar.
Le 6 mai, l'Inde britannique déclara la guerre à l'Afghanistan et ordonna la mobilisation générale des forces indiennes et britanniques,. Le 11 mai, les Britanniques lancèrent ainsi une contre-attaque sur Bagh durant laquelle 100 Afghans furent tués et 300 autres blessés, alors que les pertes britanniques étaient relativement minimes, seulement 8 tués et 31 blessés. Les régiments envoyés sur le front étaient en grande partie Sikhs.
Lors de cette guerre, plusieurs avions furent utilisés par les forces anglaises, dont un exemplaire de bombardier lourd Handley Page V/1500 qui effectua un raid de bombardement sur Kaboul. Au total, durant le conflit, un aéronef britannique s'écrasa et deux autres furent abattus par les Afghans. 
Sur le terrain, l'Armée indienne britannique dominait militairement, mais ce que redoutait le haut commandement de l'armée coloniale, ainsi que le gouvernement britannique, était que même si ce pays était militairement conquis, le fort nationalisme sur place, connu depuis longtemps des stratèges militaires coloniaux britanniques, laissait présager des actes de guérilla incessants, et par conséquent plusieurs années au moins pour pacifier cet immense territoire, entraînant des dépenses de plusieurs millions de livres sterling, alors que le Royaume-Uni, tout juste sorti de la Première Guerre mondiale, était exsangue économiquement et financièrement, se trouvait confronté à la question de l'indépendance de l'Irlande, et aussi au nationalisme déjà présent dans les Indes britanniques, avec l'émergence de Gandhi et d'autres indépendantistes indiens. Se maintenir en Afghanistan suscitait la crainte de s’engager dans un « bourbier », qui pouvait voir mourir un grand nombre de soldats et amplifier les mouvements nationalistes en Inde. La décision de négocier un accord fut alors prise par les autorités britanniques.        
Le 8 août 1919, le traité de Rawalpindi mit fin au conflit. Dans ce document, le Royaume-Uni reconnaît l'indépendance de l'Afghanistan, renonce à étendre l'Inde britannique au-delà de la passe de Khyber et cesse de verser de l'argent à l'Afghanistan. Peu après la fin de ce conflit, les tribus du Waziristan, la zone tribale de l'Empire des Indes située à la frontière avec l'Afghanistan, se révoltèrent, obligeant les Britanniques à mener de nouvelles opérations pour ramener la paix.